# 永田文雄
永田 文雄（ながた ふみお、1890年（明治23年）9月13日 - 1962年（昭和37年）12月7日）は、大日本帝国陸軍軍人。最終階級は陸軍少将。

## 経歴
1890年（明治23年）に福岡県で生まれた。陸軍士官学校第25期卒業。1939年（昭和14年）8月1日、陸軍歩兵大佐進級と同時に歩兵第139連隊長（北支那方面軍・第110師団・歩兵第108旅団）に着任し、日中戦争に出動。京漢線石門地区の守備を主務として、冀西、晋察冀辺などの各作戦で戦果を挙げた。1941年（昭和16年）8月に留守第2師団司令部附となり、東北帝国大学に配属され、1943年（昭和18年）6月に第42師団司令部附となったが、東北帝国大学への配属が続いた。
1945年（昭和20年）1月20日に歩兵第52旅団長（支那派遣軍・第6方面軍・第11軍・第58師団）に就任して大陸戦線に復帰し、3月1日に陸軍少将に進級した。終戦時は全県に位置した。
1947年（昭和22年）11月28日、公職追放仮指定を受けた。